# Ingela Lindh
Ingela Lindh, född 1959, är en svensk arkitekt, före detta stadsbyggnadsdirektör vid Stockholms stadsbyggnadskontor. Mellan 2016 och 2018 var hon stadsdirektör i Stockholm och mellan 2014 och 2018 vd för Stockholms Stadshus AB.
Lindh gick ut arkitektlinjen på KTH 1986 och jobbade därefter på arkitektbyrå i ett år i Toscana. Hon kom efter det till  Arndt & Malmquist arkitekter och fortsatte sedan till Lennart Bergströms arkitektbyrå.
Ingela Lindh började i Stockholms stads tjänst 1991 som biträdande borgarrådssekreterare hos Monica Andersson (S), var även biträdande borgarrådsekreterare hos Mats Hulth (S) och borgarrådssekreterare hos Annika Billström (S). 
Hon lämnade politiken 1996 och blev chef för näringslivsenheten vid avdelningen för samhällsservice vid stadsledningskontoret. 1997 började hon på stadsbyggnadskontoret som chef för ytterstadsavdelningen.
År 2000 blev Ingela Lindh förvaltningschef för stadsbyggnadskontoret. Hon blev den 15 april 2009 vd på det kommunala bostadsbolaget Stockholmshem.
Den 21 oktober 2014 fick hon uppdraget som biträdande stadsdirektör vid stadsledningskontoret och tillika vd för Stockholms stadshus AB. Den 15 september 2016 tillsattes hon som stadsdirektör, samtidigt som hon fortsatte att vara vd för Stockholms stadshus AB. Förordnandet som stadsdirektör och samt som vd för Stockholms stadshus AB varade till 15 oktober 2018.